# Набор в отряд космонавтов Роскосмоса 2003 года
Набор в отряд космонавтов Роскосмоса 2003 года — набор космонавтов, проводившийся Российским авиационно-космическим агентством в период с 2000 по 2003 год в три отряда космонавтов: отряд космонавтов Центра подготовки космонавтов Военно-воздушных сил (ЦПК ВВС), отряд космонавтов Ракетно-космической корпорации «Энергия» (РКК «Энергия») и отряд Института медико-биологических проблем РАН (ИМБП). Набор был одним из самых длительных наборов в истории российской космонавтики.
Всего было набрано девять кандидатов в космонавты: лётчики ВВС Анатолий Иванишин, Александр Самокутяев, Евгений Тарелкин, Антон Шкаплеров, инженеры РКК «Энергия» Олег Артемьев, Андрей Борисенко, Марк Серов, врач и биохимик Рязанский Сергей Николаевич, журналист и учёный Сергей Жуков. Семь космонавтов из данного набора совершили космические полёты, Сергей Жуков и Марк Серов были уволены из отряда.

## История набора
Набор космонавтов, проводившийся Российским авиационно-космическим агентством в период с 2000 по 2003 год в три отряда космонавтов: отряд космонавтов Центра подготовки космонавтов Военно-воздушных сил (ЦПК ВВС), отряд космонавтов Ракетно-космической корпорации «Энергия» (РКК «Энергия») и отряд Института медико-биологических проблем РАН (ИМБП).
.
Набор в отряд космонавтов РКК «Энергия»
В 2000 году начался 15-й набор в отряд космонавтов РКК «Энергия», который стал также началом отбора кандидатов для общего набора в отряд космонавтов 2003 года. Весной 2000 года инженеры РКК «Энергия» Олег Артемьевым и Анна Завьялова прошли медицинское обследование. В сентябре 2002 года медицинскую комиссию прошёл сменный руководитель полёта МКС, инженер Андрей Борисенко, а в декабре — инженер Марк Серов.
Набор в отряд космонавтов ЦПК ВВС
13-й набор в отряд космонавтов ЦПК ВВС начался в 2001 году. В августе этого года успешно прошёл медицинскую комиссию сотрудник ЦПК майор ВВС Святослав Котик. В марте 2002 году прошел медкомиссию еще один сотрудник ЦПК, инструктор парашютной подготовки, капитан ВВС Евгений Тарелкин, в сентябре — участник пилотажной группы «Небесные Гусары» майор ВВС Антон Шкаплеров. В 2003 году прошли медицинское обследование сотрудник ЦПК подполковник ВВС Александр Самокутяев и еще два летчика ВВС: капитан Анатолий Иванишин и Олег Морозов.
Набор в отряд космонавтов ИМБП
В январе-феврале 2003 года проходили медицинскую комиссию пять сотрудников ИМБП, которые ранее неоднократно принимали участие в различных испытаниях по моделированию условий космического полета в ИМБП. Медкомиссию успешно прошёл только один кандидат 6-го набора ИМБП — биохимик и врач-испытатель Сергей Рязанский, внук известного конструктора ракетной техники М. С. Рязанского.
В наборе 2003 года также участвовали и другие кандидаты. В мае 2002 года медицинскую комиссию прошёл журналист и ученый Сергей Жуков. В сентябре 2002 года прошёл медкомиссию генеральный директор фирмы «Строймонтаж» Сергей Полонский, который рассматривался, как кандидат в «космические туристы».
Итоги набора
В начале мая 2003 года мандатная комиссия отказала троим претендентам для поступления в отряд космонавтов: лётчикам ВВС Святославу Котику и Олегу Морозову, а также инженеру РКК «Энергия» Анне Завьяловой. 29 мая 2003 года решением Межведомственной комиссии по отбору кандидатов в отряд космонавтов были зачислены девять человек: лётчики ВВС Иванишин, Самокутяев, Тарелкин и Шкаплеров, инженеры РКК «Энергия» Артемьев, Борисенко и Серов, врач и биохимик Рязанский, журналист и ученый Жуков.
В июне 2003 года кандидаты в космонавты приступили к общекосмической подготовке в ЦПК имени Ю. А. Гагарина. Вместе с российскими кандидатами общекосмическую подготовку проходили два кандидата в космонавты из Республики Казахстан: майор ВВС Айдын Аимбетов и бывший военный лётчик Мухтар Аймаханов.
5 июля 2005 года после завершения общекосмической подготовки и сдачи государственного экзамена кандидатам в космонавты Иванишину, Самокутяеву, Тарелкину, Шкаплерову, Артемьеву, Борисенко, Серову и Жукову была присвоена квалификация «космонавт-испытатель», а Рязанскому — квалификация «космонавт-исследователь».
Все космонавты этого набора совершили космические полёты, кроме Марка Серова — уволенного из отряда по медицинским показателям и Сергея Жукова, который ушёл из отряда в 2005 году, вновь принят в отряд в 2010 году и 29 апреля 2011 года уволен из отряда по собственному желанию.

## Список космонавтов набора 2003 года
| Список космонавтов набора 2003 года  | Список космонавтов набора 2003 года | Список космонавтов набора 2003 года | Список космонавтов набора 2003 года | Список космонавтов набора 2003 года | Список космонавтов набора 2003 года                         | Список космонавтов набора 2003 года | Список космонавтов набора 2003 года                                                                    | Список космонавтов набора 2003 года |
| №                                    | Фотография                          | ФИО                                 | Дата рождения                       | Порядковый номер                    | Профессия и место работы до поступления в отряд             | Данные о полётах | Статус или дата выхода из отряда                                                                       |                                     |
| Отряд космонавтов ЦПК ВВС            | Отряд космонавтов ЦПК ВВС           | Отряд космонавтов ЦПК ВВС           | Отряд космонавтов ЦПК ВВС           | Отряд космонавтов ЦПК ВВС           | Отряд космонавтов ЦПК ВВС                                   | Отряд космонавтов ЦПК ВВС | Отряд космонавтов ЦПК ВВС                                                                              | Отряд космонавтов ЦПК ВВС           |
| ------------------------------------ | ----------------------------------- | ----------------------------------- | ----------------------------------- | ----------------------------------- | ----------------------------------------------------------- | --- | --- | ----------------------------------- |
| 1                                    |                                     | Иванишин Анатолий Алексеевич        | 15 января 1969                      | 112-й космонавт СССР/России         | ВВС РФ, лётчик                                              | 14.11.2011-27.04.2012 «Союз ТМА-22» — МКС, 07.07-30.10.2016 «Союз МС» — МКС, 09.04.2020 — 22.10.2020 «Союз МС-16» — МКС                                           | 16 октября 2021 года                                                                                   |                                     |
| 2                                    |                                     | Самокутяев Александр Михайлович     | 13 марта 1970                       | 109-й космонавт СССР/России         | ВВС РФ, лётчик                                              | 05.04-16.09.2011 «Союз ТМА-21»-МКС, 26.09.2014-12.03.2015 «Союз ТМА-14М»-МКС                                                                                      | 21 мая 2017 года                                                                                       |                                     |
| 3                                    |                                     | Тарелкин Евгений Игоревич           | 29 декабря 1974                     | 115-й космонавт СССР/России         | ВВС РФ, лётчик                                              | 23.10.2012-16.03.2013 «Союз ТМА-06М»-МКС | 1 июня 2015 года                                                                                       |                                     |
| 4                                    |                                     | Шкаплеров Антон Николаевич          | 20 февраля 1972                     | 111-й космонавт СССР/России         | ВВС РФ, лётчик                                              | 14.11.2011-27.04.2012 «Союз ТМА-22»-МКС, 24.11.2014-11.06.2015 «Союз ТМА-15М»-МКС, 17.12.2017-03.06.2018 «Союз МС-07»-МКС, 05.10.2021-30.03.2022 «Союз МС-19»-МКС | 1 февраля 2023 года                                                                                    |                                     |
| Дополнительный набор в отряд ЦПК ВВС |                                     |                                     |                                     |                                     |                                                             | | |                                     |
| 5                                    |                                     | Жуков Сергей Александрович          | 8 сентября 1956                     | —                                   | Росавиакосмос                                               | — | в 2005 г. ушёл из отряда, в 2010 г. вновь принят. 29 апреля 2011 года (уволен по собственному желанию) |                                     |
| Отряд космонавтов РКК «Энергия»      |                                     |                                     |                                     |                                     |                                                             | | |                                     |
| 1                                    |                                     | Артемьев Олег Германович            | 28 декабря 1970                     | 118-й космонавт СССР/России         | РКК Энергия, инженер                                        | 26.03-11.09.2014 «Союз ТМА-12М»-МКС, 21.03-04.10.2018 «Союз МС-08»-МКС, 18.03-29.09.2022 «Союз МС-21»-МКС                                                         | действующий космонавт                                                                                  |                                     |
| 2                                    |                                     | Борисенко Андрей Иванович           | 17 апреля 1964                      | 110-й космонавт СССР/России         | РКК «Энергия», сменный руководитель полётов в ЦУПе, инженер | 05.04-16.09.2011 «Союз ТМА-21»-МКС, 19.10.2016-10.04.2017 «Союз МС-02»-МКС                                                                                        | 26 февраля 2021 года                                                                                   |                                     |
| 3                                    |                                     | Серов, Марк Вячеславович            | 23 мая 1974 года                    | —                                   | РКК «Энергия», инженер                                      | — | 28 января 2011 года (по медицинским показаниям)                                                        |                                     |
| Отряд космонавтов ИМПБ               |                                     |                                     |                                     |                                     |                                                             | | |                                     |
| 1                                    |                                     | Рязанский Сергей Николаевич         | 13 ноября 1974                      | 117-й космонавт СССР/России         | ИМБП, старший научный сотрудник                             | 26.09.2013-11.03.2014 «Союз ТМА-10М»-МКС, 28.07.2017-14.12.2017 «Союз МС-05»-МКС                                                                                  | 16 июля 2018 года                                                                                      |                                     |